# 丁泽民
丁泽民（1920年—2014年7月9日），江苏江都人。中华人民共和国医学家。
生于中医痔科世家，幼承家学。1940年行医。1956年后，历任南京市中医院痔科主任、主任医师，南京中医药大学教授。2014年7月9日去世。